# Chelyabinsk Tanks
I Chelyabinsk Tanks sono una squadra di football americano di Čeljabinsk, in Russia.

## Dettaglio stagioni

### Tornei nazionali

#### Campionato

##### LAF/Campionato russo
| Stagione | regular season | regular season | regular season | regular season | regular season | regular season | playoff | playoff | playoff | playoff | playoff | playoff                 | playoff                      |
|          | Vin            | Par            | Per            | Tot            | PF             | PS             | Vin     | Per     | Tot     | PF      | PS      | risultato               | avversaria                   |
| -------- | -------------- | -------------- | -------------- | -------------- | -------------- | -------------- | ------- | ------- | ------- | ------- | ------- | ----------------------- | ---------------------------- |
| 2015     | 1              | 0              | 3              | 4              | 53             | 69             | -       | -       | -       | -       | -       | -                       | -                            |
| 2016     | 5              | 0              | 1              | 6              | 229            | 26             | 0       | 1       | 1       | 6       | 27      | Ottavi di finale        | Nizhnij Novgorod Raiders 52  |
| 2017     | 3              | 0              | 0              | 3              | 126            | 7              | 0       | 1       | 1       | 15      | 18      | Turno di qualificazione | Ekaterinburg Ural Lightnings |
| 2018     | 1              | 0              | 5              | 6              | 47             | 111            | -       | -       | -       | -       | -       | -                       | -                            |
| 2019     | 0              | 0              | 3              | 3              | 0              | 85             | -       | -       | -       | -       | -       | -                       | -                            |
| Totale   | 10             | 0              | 12             | 22             | 455            | 298            | 0       | 2       | 2       | 21      | 45      |                         |                              |

Fonti: Enciclopedia del Football - A cura di Roberto Mezzetti